# یواس‌سی‌جی‌سی ویدت (۱۹۱۹)
یواس‌سی‌جی‌سی ویدت (۱۹۱۹) (به انگلیسی: USCGC Vidette (1919)) یک کشتی بود که طول آن ۷۵ فوت (۲۳ متر) بود. این کشتی در سال ۱۹۱۳ ساخته شد.